# Pulske plaže
Pulske plaže čine neprekinut niz plaža i uređenih kupališta koje se protežu s južne strane Pule unutar velikog zaljeva Brankorasa. Jako razvedena pulska obala mjesto je brojnih plaža od kojih su neke lako dostupne i nalaze se obično blizu hotela, apartmana ili drugih turističkih objekata, te su obično ispunjene brojnim turistima, dok za pristup nekima treba malo umijeća i avanturskih sklonosti kroz tipično mediteransko raslinje koje čuva neki mali ljudskom rukom jedva dodirnuti kraj.
U samom pulskom zaljevu, odnosno u luci Pula nema nikakvih plaža, a sjevernije od rta Proštine (Punta Christo) moguće je također pronaći netaknuto mjesto za kupanje.
Sljedeće navedene plaže nalaze se na obalnoj crti koja ide od rta Kumpar prema jugu i istoku:
- Galebove stijene nekada su bile najzapadnija pulska plaža na kojoj se moglo kupati tik uz ogradu koja je sprječavala ulazak u nekadašnju vojarnu na Muzilu. Brojne stijene koje strše iz mora, i plićaci kojih gotovo niti nema, pružaju dovoljno zabave i adrenalina ljubiteljima skokova u vodu s velikih visina.

- Valovine se nalaze u istoimenoj uvali između rta Valovine i poluotočića Stoje. Jedan mali dio prekriven je pijeskom tako da oni kojima se ne sviđaju stijene ponekad znaju odabrati ovu plažu.

- Valkane su jedno od uređenih pulskih kupališta na kojima se može odmoriti na klupici u obližnjoj šumici, zaigrati odbojku na pijesku, boće, karte ili nešto drugo po želji. Obližnji kafići i restoran kao i nogometni i teniski tereni mogu pružiti dovoljno zabave uz kupanje u moru.

- Gortanova uvala nalazi se ispod šetališta Lungomare. Nije prevelika pa je često ispunjena brojnim kupačima. Kupanje preko dana može se nastaviti i u noć, posebice ako su za to raspoloženi mladi koji se često znaju okupljati s gornje strane uvale.

- Valsaline ili Mornar sljedeća je plaža koja se nalazi u istoimenoj uvali. Gosti iz obližnjeg omladinskog hostela često se upravo ovdje kupaju.

- Zlatne stijene jedna je od popularnijih plaža koja se nalazi odmah uz apartmane istoimenog turističkog naselja.

- Saccorgiana sljedeće je mjesto koje je često odredište kupača. Visoki mol omogućuje onima željnim adrenalina skokove u vodu, a obližnja nudistička plaža zaklonjena gustim mediteranskim raslinjem omogućuje dobar zaklon za malo manje hrabre kupače.

- Ambrela vjerojatno je jedna od najpopularnijih pulskih plaža, vjerojatno zbog plićaka koji omogućuje blagi ulazak u vodu i kamenih oblutaka na plaži. Uvijek je krcata brojnim turistima koji se odmaraju u hotelima na Verudeli i domaćim ljudima koji preferiraju ovakav tip plaže. Pored Ambrele nalazi se plaža pod hotelom Brioni.

- Havajsko je popularan naziv za uvalu Procipinu na poluotoku Verudeli. Plaža se nalazi odmah ispod hotela Park. Zbog svoje male veličine, gotovo uvijek je krcata kupačima, koji su često mlađe dobi često željni uživanja u visokim valovima po čemu je plaža vjerojatno dobila ime.

- Kod svjetionika sljedeća je popularna plaža s koje se može pristupiti u more kroz plićak s jedne strane ili sa stijena s druge strane. Zanimljivost plaže je mali greben popularno zvan Jabuka na kojem se može odmoriti ne više od troje ljudi.

- Pješčana uvala nalazi se na suprotnoj strani Verudele, na izlasku iz marine u Verudskom kanalu. Često je odredište stanovnika Vidikovca, Verude, Valdebeka i istoimenog naselja. Nasuprot pješčane uvale nalazi se otok Veruda (Fratarski otok) koji je često odredište izviđača.

## Više informacija
- Pula